# José Luis Brown
José Luis Brown (Ranchos, 10 novembre 1956 – Buenos Aires, 13 agosto 2019) è stato un allenatore di calcio e calciatore argentino, di ruolo difensore, Campione del Mondo con la Nazionale argentina nel 1986.

## Biografia
Nato a Buenos Aires, era di origini scozzesi: un suo antenato, James Brown, emigrò in Argentina dal comune di Greenock nel 1825.

### Malattia e morte
Intorno al 2010 si manifestarono in lui i primi segni di una gravissima precoce forma della malattia di Alzheimer, che l'avrebbe poi portato alla morte nell'agosto del 2019 a 62 anni.

## Carriera

### Giocatore

#### Club
Soprannominato Tata Brown, iniziò a giocare nelle giovanili dell'Estudiantes de La Plata, debuttando nel 1975 nel campionato di calcio argentino. Fu il capitano della squadra che vinse il campionato nel 1982 e nel 1983. Dopo otto stagioni con l'Estudiantes, si trasferì in Colombia, all Nacional de Medellin; giocò poi al Boca Juniors e successivamente al Deportivo Español nel 1986, in Francia con lo Stade Brestois e in Spagna con il Real Murcia. Nel 1989 passò al Racing Club, dove dopo due stagioni si ritirò dal calcio giocato.

#### Nazionale
Con la nazionale di calcio argentina giocò 36 partite, segnando un solo goal, quello che aprì le marcature durante la finale del campionato del mondo 1986, vinta poi 3-2 contro la Germania Ovest, partita che per Brown terminò con una lussazione alla  clavicola, pur rifiutando la sostituzione.

### Allenatore
Dopo il ritiro diventò vice di diversi allenatori, come Oscar Ruggeri al San Lorenzo e Carlos Bilardo al Boca Juniors. Nel 2000 accettò un'offerta di allenare il Club Almagro neopromosso in prima divisione insieme ad Héctor Enrique, suo compagno di nazionale durante Messico 1986. I due passarono poi al Nueva Chicago, ma dopo 11 partite si dimisero a causa degli scarsi risultati. Nel 2002 allenò i boliviani del Club Blooming, dimettendosi dopo 16 partite.
Dopo quest'esperienza tornò a lavorare con Bilardo, allenando le giovanili dell'Estudiantes. Dopo l'addio di Bilardo allenò l'Atlético Rafaela per 30 partite. Brown lasciò il club nell'aprile del 2005, e tornò ad allenare l'Almagro. Nel 2006 allenò il Ben Hur e successivamente ricoprì la carica di allenatore del Ferro Carril Oeste nel maggio 2007.
Nel dicembre del 2007 Brown divenne l'allenatore dell'Argentina under 17, e da vice di Sergio Batista guidò l'Argentina durante Pechino 2008.

## Palmarès

### Giocatore

#### Club
- Campionato argentino: 2

Estudiantes: Metropolitano 1982, Nacional 1983

#### Nazionale
- Campionato mondiale: 1

Messico 1986